# Philipp von Segesser von Brunegg

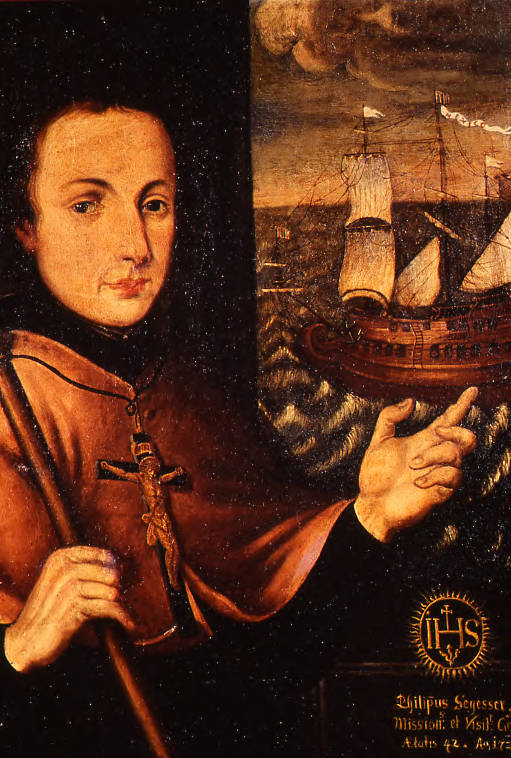
Philip von Segesser von Brunegg

Philipp von Segesser von Brunegg född 1 september 1689 i Luzern, död 28 september 1762 i Mexiko, var en schweizisk jesuitpräst. Han var son till regeringsrådet i Luzern, och landshövdingen över kondominatet grevskapet Sargans, Heinrich Ludwig von Segesser von Brunegg och dennes hustru Maria Katharina Rusconi.

## Biografi
Philipp von Segesser studerade vid gymnasiet i Luzern 1700-1708 varefter han inträdde i Jesuitorden. Inom ramen för ordenslivet studerade han filosofi i Ingolstadt 1710-1713 och var sedan lärare vid gymnasierna i Solothurn och Konstanz 1713-1717. Därefter studerade Segesser teologi i Ingolstadt och prästvigdes 1721. Han var därefter lärare vid olika gymnasier i Schweiz, Tyrolen och Bayern. 1729 anträdde Segesser sin långa resa över Genua och Sevilla till Mexiko. Från 1731 var han missionär hos indianerna i Sonora; 1750-1753 missionsområdets visitator; därefter skolrektor.

## Historisk betydelse
Philipp von Segesser har efterlämnat en ur historisk synpunkt viktig missionsberättelse. Idag är han mest känd för att ha köpt och bevarat de buffelhudsmålningar från New Mexico, som ingår i Segesser-samlingen. 